# Giannis Gianniotas
Giannis Gianniotas (Grieks: Γιάννης Γιαννιώτας; Chalkidiki, 29 april 1993) is een Grieks voetballer die doorgaans speelt als rechtsbuiten. In juli 2025 verruilde hij Levadiakos voor Aris Saloniki. Gianniotas maakte in 2015 zijn debuut in het Grieks voetbalelftal.

## Clubcarrière
Gianniotas speelde in de jeugdopleiding van Aris Saloniki. Zijn debuut in het eerste elftal maakte hij op 5 november 2011. Op die dag werd in eigen huis met 2–3 verloren van Olympiakos. Bij rust leidden de bezoekers al na doelpunten van Rafik Djebbour en François Modesto. Door doelpunten van Juan Carlos Toja, Jean Makoun en Ricardo Faty zou de eindstand op het scorebord verschijnen. Coach Michał Probierz liet de debutant in de basis beginnen en een kwartier voor het einde van het duel werd hij vervangen door Noé Acosta. Zijn eerste doelpunt volgde vijftien dagen later. Op die dag startte de vleugelaanvaller tegen OFI Kreta opnieuw in de basis, waar hij samen met Nery Castillo en Karim Soltani de aanval vormde. Na eenendertig minuten opende hij de score. Daar zou het uiteindelijk bij blijven in een wedstrijd waarin Acosta hem opnieuw verving in de tweede helft. In zijn eerste twee seizoenen kwam Gianniotas tot acht competitiedoelpunten.
Hierop volgde een transfer naar Fortuna Düsseldorf, waar hij voor drie jaar tekende. In een jaar tijd speelde hij acht wedstrijden in de 2. Bundesliga en hierop keerde hij tijdelijk terug naar Griekenland, waar Asteras Tripolis hem huurde. In het seizoen 2014/15 was hij een vaste waarde bij Asteras en hij verdiende zijn eerste oproep voor het nationale team. Na een jaar keerde hij terug naar Düsseldorf, maar dat verkocht hem aan Olympiakos. Bij die club zette Gianniotas zijn handtekening onder een verbintenis voor de duur van vier seizoenen.
In een half jaar tijd kwam de Griek niet in actie voor zijn nieuwe club en hierop huurde APOEL Nicosia hem voor zes maanden. In de zomer van 2016 werd de verhuurperiode met een jaar verlengd. Het seizoen 2017/18 bracht Gianniotas door op huurbasis bij Real Valladolid. Na afloop van deze verhuurperiode nam AEK Athene de vleugelspeler transfervrij over van Olympiakos. Bij de regerend kampioen tekende Gianniotas voor drie seizoenen.
Hij kwam niet verder dan zeven competitieoptredens en na één seizoen nam Apollon Limasol hem over zonder transfersom. Medio 2021 verliet Gianniotas die club en na een half seizoen zonder club tekende hij voor Apollon Smyrnis, tot het einde van het seizoen. Hierna stapte Gianniotas transfervrij over naar Levadiakos. In juli 2025 nam Aris Saloniki hem over.

## Clubstatistieken
| Seizoen | Club               | Competitie       | Competitie | Competitie | Beker | Beker | Internationaal | Internationaal | Totaal | Totaal |
| Seizoen | Club               | Competitie       | Wed.       | Dlp.       | Wed.  | Dlp.  | Wed.           | Dlp.           | Wed.   | Dlp.   |
| ------- | ------------------ | ---------------- | ---------- | ---------- | ----- | ----- | -------------- | -------------- | ------ | ------ |
| 2011/12 | Aris Saloniki      | Super League     | 19         | 3          | 1     | 0     | —              | —              | 20     | 3      |
| 2012/13 | Aris Saloniki      | Super League     | 26         | 5          | 2     | 1     | —              | —              | 28     | 6      |
| 2013/14 | Fortuna Düsseldorf | 2. Bundesliga    | 8          | 1          | 0     | 0     | —              | —              | 8      | 1      |
| 2014/15 | → Asteras Tripolis | Super League     | 31         | 4          | 3     | 2     | 5              | 0              | 39     | 6      |
| 2015/16 | Olympiakos         | Super League     | 0          | 0          | 1     | 0     | 0              | 0              | 1      | 0      |
| 2015/16 | → APOEL Nicosia    | A Divizion       | 17         | 5          | 3     | 0     | 0              | 0              | 20     | 5      |
| 2016/17 | → APOEL Nicosia    | A Divizion       | 29         | 5          | 6     | 0     | 14             | 3              | 49     | 8      |
| 2017/18 | → Real Valladolid  | Segunda División | 30         | 2          | 3     | 1     | —              | —              | 33     | 3      |
| 2018/19 | AEK Athene         | Super League     | 7          | 0          | 4     | 0     | 2              | 0              | 13     | 0      |
| 2019/20 | Apollon Limasol    | A Divizion       | 16         | 3          | 3     | 0     | 7              | 1              | 26     | 4      |
| 2020/21 | Apollon Limasol    | A Divizion       | 27         | 3          | 1     | 0     | 3              | 1              | 31     | 4      |
| 2021/22 | Apollon Smyrnis    | Super League     | 13         | 0          | 0     | 0     | —              | —              | 13     | 0      |
| 2022/23 | Levadiakos         | Super League     | 16         | 2          | 1     | 0     | —              | —              | 17     | 2      |
| 2023/24 | Levadiakos         | Super League 2   | 27         | 5          | 1     | 0     | —              | —              | 28     | 5      |
| 2024/25 | Levadiakos         | Super League     | 23         | 3          | 1     | 1     | —              | —              | 24     | 4      |
| 2025/26 | Aris Saloniki      | Super League     | 0          | 0          | 0     | 0     | —              | —              | 0      | 0      |
| Totaal  | Totaal             | Totaal           | 248        | 34         | 27    | 5     | 31             | 5              | 306    | 44     |

Bijgewerkt op 9 juli 2025.

## Interlandcarrière
Gianniotas maakte zijn debuut in het Grieks voetbalelftal op 29 maart 2015, toen met 0–0 gelijkgespeeld werd tegen Hongarije. De buitenspeler mocht van bondscoach Sergio Markarián in de zevenenzeventigste minuut invallen voor Ioannis Fetfatzidis. Op 1 september 2016 speelde hij zijn derde interland, toen hij in een vriendschappelijke wedstrijd tegen Nederland negen minuten na rust door bondscoach Michael Skibbe in het veld gebracht werd voor Kostas Fortounis. Op dat moment stond het 1–1 door doelpunten van Georginio Wijnaldum en Konstantinos Mitroglou. In de vierenzeventigste minuut tekende Gianniotas voor de winnende treffer door een rebound van Mitroglou binnen te tikken nadat doelman Jeroen Zoet nog redding had verricht.
| Interlands van Giannis Gianniotas voor Griekenland | Interlands van Giannis Gianniotas voor Griekenland | Interlands van Giannis Gianniotas voor Griekenland | Interlands van Giannis Gianniotas voor Griekenland | Interlands van Giannis Gianniotas voor Griekenland | Interlands van Giannis Gianniotas voor Griekenland | Interlands van Giannis Gianniotas voor Griekenland |
| №                                                  | Datum                                              | Wedstrijd                                          | Uitslag                                            | Competitie                                         | Goals                                              |                                                    |
| Als speler bij Asteras Tripolis                    | Als speler bij Asteras Tripolis                    | Als speler bij Asteras Tripolis                    | Als speler bij Asteras Tripolis                    | Als speler bij Asteras Tripolis                    | Als speler bij Asteras Tripolis                    | Als speler bij Asteras Tripolis                    |
| -------------------------------------------------- | -------------------------------------------------- | -------------------------------------------------- | -------------------------------------------------- | -------------------------------------------------- | -------------------------------------------------- | -------------------------------------------------- |
| 1                                                  | 29 maart 2015                                      | Hongarije – Griekenland                            | 0 – 0                                              | EK 2016 kwalificatie                               |                                                    |                                                    |
| Als speler bij APOEL Nicosia                       |                                                    |                                                    |                                                    |                                                    |                                                    |                                                    |
| 2                                                  | 4 juni 2016                                        | Australië – Griekenland                            | 1 – 0                                              | Vriendschappelijk                                  |                                                    |                                                    |
| 3                                                  | 1 september 2016                                   | Nederland – Griekenland                            | 1 – 2                                              | Vriendschappelijk                                  | 74'                                                |                                                    |
| 4                                                  | 6 september 2016                                   | Gibraltar – Griekenland                            | 1 – 4                                              | WK 2018 kwalificatie                               |                                                    |                                                    |
| 5                                                  | 9 november 2016                                    | Griekenland – Wit-Rusland                          | 0 – 1                                              | Vriendschappelijk                                  |                                                    |                                                    |
| 6                                                  | 13 november 2016                                   | Griekenland – Bosnië en Herzegovina                | 1 – 1                                              | WK 2018 kwalificatie                               |                                                    |                                                    |
| Als speler bij Real Valladolid                     |                                                    |                                                    |                                                    |                                                    |                                                    |                                                    |
| 7                                                  | 10 oktober 2017                                    | Griekenland – Gibraltar                            | 4 – 0                                              | WK 2018 kwalificatie                               | 78'                                                |                                                    |
| 8                                                  | 12 november 2017                                   | Griekenland – Kroatië                              | 0 – 0                                              | WK 2018 kwalificatie                               |                                                    |                                                    |
| 9                                                  | 27 maart 2018                                      | Egypte – Griekenland                               | 0 – 1                                              | Vriendschappelijk                                  |                                                    |                                                    |

Bijgewerkt op 9 juli 2025.